# (24178) 1999 XL7
1999 أكس أل 7 (ويعرف أيضًا باسم (24178) 1999 أكس أل 7 وفق تسمية الكوكب الصغير) (بالإنجليزية: 1999 XL7)‏ هو كويكب ضمن حزام الكويكبات؛ وترتيبه 24178 من حيث الاكتشاف.
اكتُشف هذا الجُرم الفلكي بواسطة Charles W. Juels ‏ في 4 ديسمبر 1999.

## وصلات خارجية
- (24178) 1999 XL7 في قاعدة بيانات مختبر الدفع النفاث لأجرام النظام الشمسي الصغيرة

- الاكتشاف · مخطط المدار ·  العناصر المدارية · المعلمات المادية

- (24178) 1999 XL7 على موقع ويكي سكاي: DSS2, SDSS, GALEX, IRAS, Hydrogen α, X-Ray, Astrophoto, Sky Map, Articles and images